# Ellen Eckert
Ellen Mathilda Eckert, född Hörlin 27 april 1854 i Marstrands församling, Göteborgs och Bohus län, död 27 mars 1936 i Oscars församling, Stockholm, var en svensk skulptör och tonsättare.
Hon var dotter till läkaren Anton Hörlin och Mathilda Röing samt från 1881 gift med arkitekten Fritz Eckert. 
Eckert studerade vid Kerstin Cardons målarskola under 1880-talet samt under resor till Dresden. Hon medverkade i en rad samlingsutställningar i Stockholm; separat ställde hon ut i bland annat Strägnäs, Visby och Marstrand. Hennes konst består av stilleben, porträtt och landskapsmålningar i olja, pastell, akvarell eller gouache. Som skulptör modellerade hon fram små rollporträtt av Gösta Ekman som Hamlet och Per Gynt. Som tonsättare gav hon ut flera verk med egen text och musik, bland annat Motsatser med text av Oscar II, Prinsarnes blomsteralfabet med illustrationer av Ottilia Adelborg och Barndomsbilder med text översatt av Zacharias Topelius. Från sin bostad på Bondeska palatset vid Strömgatan i Stockholm målade hon landskapsbilden Vinterbild över Kungliga Slottet och Helgeandsholmen 1894 som ingår i det danska kungahusets konstsamling.

## Verklista
Lista över kompositioner av Ellen Eckert.

### Sång och piano
- Vårsång. Utgiven senast 1889 i Det sjungande Europa 2.[4]

- Tusenskön. Utgiven senast 1889 i Det sjungande Europa 4.[4]

- Högtidssånger för blandade röster. Utgiven 1896.[4]

1. Långfredagen "Han bar sitt kors"
2. Påskdagen "Frid vare med eder"

- Att sjungas med de små. Text till prinsarnas blomsteralfabet av Ottilia Adelborg. Utgiven 1897.[5]

- Till Finland "Det finns ej en svensk". Utgiven 11 maj 1899 i Aftonbladet.[4]

- Sånger. Text av Zacharias Topelius.[6]

1. Vid en grönsiskas begrafning
2. En hälsning. För en kvartett (SATB), bestående av sopran, alt, tenor och bas.

- "Motsatser" "Klippan bestormad af bölja på bölja". Dikt av kung Oscar II. Tillägnad Ebba Sjögren. Utgiven på 1900-talet.[7]

- Fred "Om tusen år skall det heta". Text av Ellen Eckert. Utgiven på 1900-talet.[8]

- "Det blåser en vind". Text av Nore Norlén. Utgiven 1914.[9]

- Barndomsbilder. Text av Oscar Pletsch och översatt till svenska av Zacharias Topelius. Utgiven 1914.[10]

1. I morgonstunden
2. De första stegen
3. Lurfvetopp
4. Gardisten
5. Farmor sofver
6. Det lyckliga hemmet
7. Kurra gömma
8. Snålvargen
9. När man är sjuk
10. Salt på stjärten
11. Barnets bön
12. storken
13. I den fattiga kojan
14. Julnatten
15. Jungfru Toini
16. Fattigdom och högfärd
17. De öfvergifnas jul

- Landstormsmannen "Jag vandrar ut från hem och gård". Text av Ellen Eckert. Utgiven 1916.[11]